# Бир-эль-Абд
Бир-эль-Абд (араб. بئر العبد‎) — город в Египте, расположен на северо-западе мухафазы Северный Синай. Административный центр одноимённого марказа. Находится в 80 км к западу от города Эль-Ариш, вблизи побережья залива Бардавиль. Население составляет 15 574 жителя.
9 августа 1916 года Бир-эль-Абд был местом битвы в рамках Синайско-Палестинской кампании Первой мировой войны. 
24 ноября 2017 года в мечети Эр-Равда близ города был совершён теракт в результате которого погибли более 300 человек.